# Meru (folkslag)
Meru eller Ameru, är en etnisk grupp som är mest utbredd i norra och östra Kenya, på Mount Kenyas fertila sluttningar. Namnet Meru betecknar både folket och regionen Meru. Meru är ett bantufolk som talar ett språk med samma namn.
De är indelade i sju undergrupper:
- Igembe
- Tigania (Tiania)
- Imenti
- Tharaka (Saraka)
- Igoji
- Mwimbi–Muthambi
- Chuka (Gicuka)